# Bronów (Opoczno)
Pour les articles homonymes, voir Bronów.
Bronów (prononciation [ˈbrɔnuf]) est un village de la gmina de Żarnów, du powiat d'Opoczno, dans la voïvodie de Łódź, situé dans le centre de la Pologne.
Il se situe à environ 3 kilomètres à l'est de Żarnów (siège de la gmina), 16 kilomètres au sud d'Opoczno (siège du powiat) et 78 kilomètres au sud-est de Łódź (capitale de la voïvodie).
Sa population s'élevait à 100 habitants en 2021.

## Administration
De 1975 à 1998, le village était attaché administrativement à l'ancienne voïvodie de Piotrków.
Depuis 1999, il fait partie de la nouvelle voïvodie de Łódź.